# عربة الموتى المخططة بألوان الحمار الوحشي
عربة الموتى المخططة بالحمار الوحشي هو لغز بوليسي كتبه المؤلف الأمريكي روس ماكدونالد في عام 1962، وهو الكتاب العاشر الذي يظهر عينه الخاصة، لو آرتشر. كتب الأخوان كوين سيناريو لم يتم إنتاجه بعد، مقتبسًا من رواية لجويل سيلفر.

## الحبكة
يقوم العقيد والسيدة بلاكويل بتعيين آرتشر للتحقيق مع صهرهما المحتمل، وهو فنان يدعى بيرك داميس. يعتقد بلاكويل أن داميس يتزوج ابنتهما هارييت من أجل أموالها فقط. يتولى آرتشر القضية، ويحذر عائلة بلاكويل من أنه يجب عليهم الاستعداد لقبول أي معلومات يكشف عنها، سواء كانت جيدة أو سيئة. بعد وقت قصير من بدء تحقيقه، وجد بلاكويل يهدد داميس بمسدس. يغادر داميس وهارييت المنزل ويختفيان. من هناك، يأخذ البحث عن الهاربين آرتشر إلى سان فرانسيسكو والمكسيك ونيفادا والعودة إلى كاليفورنيا، ليجد جثثًا مرتبطة بداميس على طول الطريق.
يصادف آرتشر مرارًا وتكرارًا مجموعة من راكبي الأمواج يتجولون في عربة نقل حمار وحشي مخططة، وهو ما يعطي الكتاب عنوانه.

## الاستقبال
أشاد بعض النقاد بـ Zebra-Striped Hearse، مشيرين، على سبيل المثال، إلى أنها تحتوي على "حبكة رائعة" وأن "Lew Archer يتلاءم مع قالب PI بينما لا يزال إبداعه الفريد". كان تقييم Terry Teachout أكثر سلبية. لقد وجد كتب آرتشر "متكررة ومكتوبة في كثير من الأحيان بشكل جيد" وكان كتاب The Zebra-Striped Hearse على وجه الخصوص "سهل القراءة تمامًا" ولكنه شابه "التحليل النفسي لمتجر الدايم".
استشهد جيمس إلروي باكتشافه للكتاب، عندما كان مراهقًا في عام 1965، باعتباره تجربة قراءة تكوينية: "لقد كانت تجربة القراءة الأكثر ابتهاجًا في حياتي الصغيرة. أسقط روس ماكدونالد عود ثقاب وأرسلني إلى سيندر سيتي. لقد اكتشفت جمال المأساة. لقد كنت دائمًا فتى الكورال اللوثري الذي ألقيت عليه بصيصًا من الخلاص في البؤس القاتل."

## الاقتباسات
قامت KCRW بتكييف The Zebra-Striped Hearse لمسرحية إذاعية في عام 2000.